# Danilo Eccher
Danilo Eccher (* 27. června 1953 Tione di Trento) je italský kritik umění a kurátor. V letech 1989 až 1996 vedl galerii Galleria civica di arte contemporanea v Trentu, následně do roku 2000 Galleria d'Arte Moderna v Bologni a do roku 2008 MACRO v Římě. V letech 2009 až 2014 pak působil v Galleria civica d'arte moderna e contemporanea v Turíně. Počínaje rokem 2015 je nezávislým kurátorem. Byl kurátorem sólových výstav umělců jako jsou Wolfgang Laib, Tony Cragg, Hermann Nitsch, Jannis Kounellis a Marisa Merz.

## Dílo
- Jori (1993)
- Christian Boltanski (1997)
- Marcello Jori (2000)
- Alessandra tesi (2003)
- Sean Scully (2007)
- Luca Pignatelli: Italia (2009)
- Nicola De Maria: the Leaves the Wind Scatters (2013)
- American Chronicles: The Art of Norman Rockwell (2015)
- Love: Contemporary Art Meets Amour (2017)
- Enjoy: Art Meets Entertainment (2017)